# ブルトン人

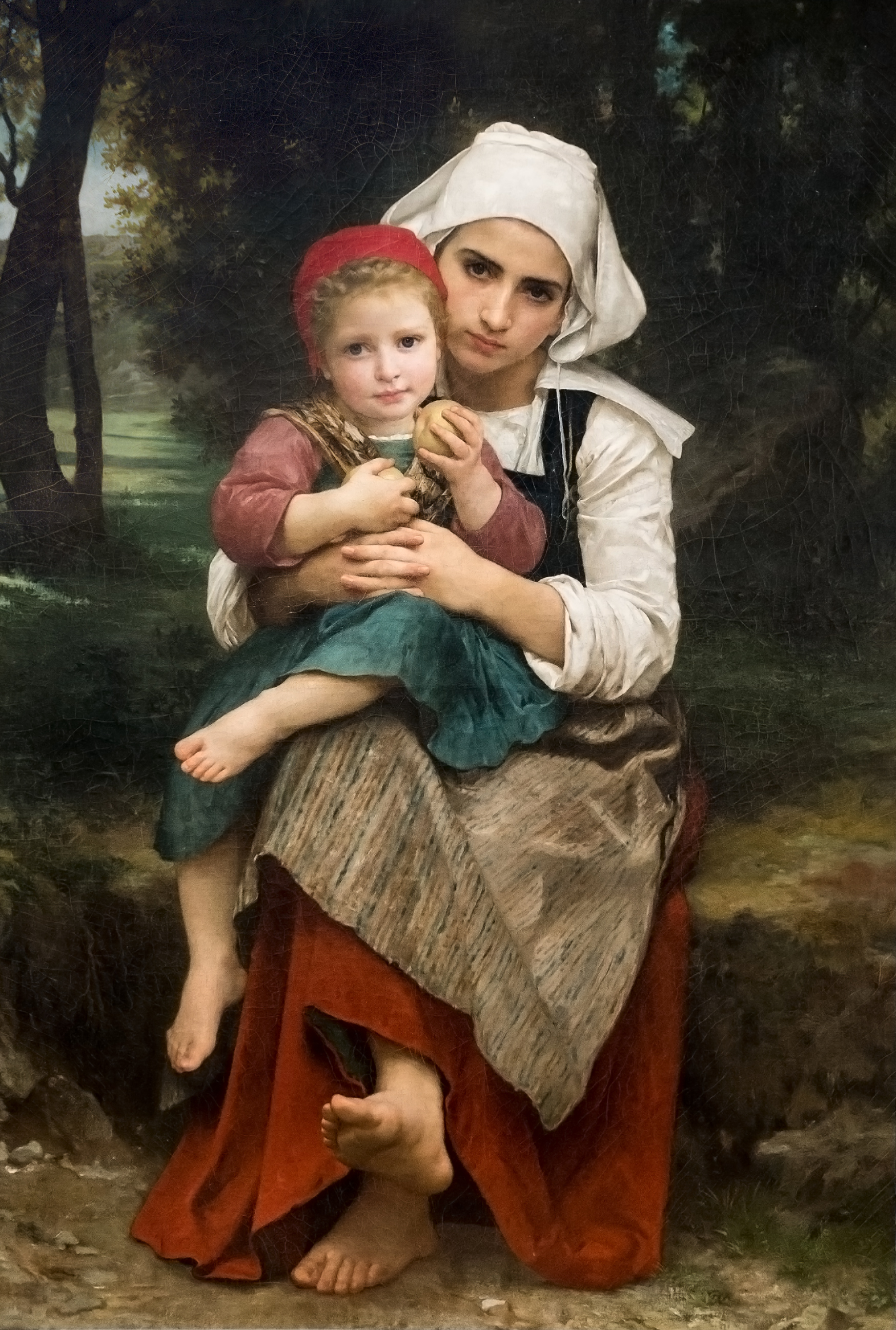
ウィリアム・アドルフ・ブグロー画、ブルトン人の姉弟

ブルトン人 （フランス語: Bretons、ブルトン語: BreizhizまたはBretoned）は、フランス、ブルターニュ地方に主として暮らすケルト系民族のこと。ブルターニュ人、ブレイス人ともいう。彼らの先祖は4世紀から6世紀にかけてグレートブリテン島南西部から移住してきたブリトン人である。ブルターニュという地名は彼らにちなんでおり、一部の人々は今もケルト語系のブルトン語（最近はブレイス語と呼ばれる）を話している。フランス国外、カナダ（主としてケベック州）、アメリカ合衆国、イギリス、アイルランドにもブルトン人のコミュニティーがある。ブレイスとはブルトン語でブルターニュという意味である。

## 歴史
ブルターニュは中世の間ブルターニュ公国という、ほぼ独立国家で、英仏間抗争の重要な地であった。ブルターニュ継承戦争は百年戦争の一部であった。ブルターニュがフランス国家に組み込まれたのは、フランス革命後の1789年である。
ブルトン人は、あいまいではあるが、アーサー王伝説を広くヨーロッパ文学へ発信する際にカギとなったと考えられている。ジェフリー・オブ・モンマス自身が、ブルトン人の先祖を持つウェールズ人であった。
ブルトン人は、その歴史の多くの時期で世界中に移り住んだ。1066年にノルマン・コンクエストを行ったウィリアム1世軍の大多数はブルトン人で占められ、彼らは大勢のノルマン人と同様にイングランド、ウェールズ、アイルランド、シチリアなどへ植民した。ブルターニュの港は、フランスがアメリカ大陸植民地化を進める間、その出発点となった（特にナント、サン・マロ、後にロリアンとブレスト）。ブルトン人は、現在のケベック州でフランス人植民者の重要な割合で繁栄した。彼らはフランスの奴隷貿易、海賊的な冒険者として重要な役割を担った。長い間、ハイチのカトリック聖職者たちはブルターニュから最初に補充されてきた（この時代、教会は黒人が多数を占めているハイチ人たちから聖職者を任命することをためらっていた）。イル＝ド＝フランスにも相当な規模のブルトン人コミュニティーがある。
1910年代の独立運動に続いて1930年代にはブルトン国家党が結成され、ナショナリズムやフランスからの独立を模索したが、次第にファシズムへ接近していった。第2次世界大戦後、ブルトン国家党は解散させられ、多くのブルトン人の権利活動家や民族主義者らが「対独協力」の疑いをかけられ処刑されている。

## 現代のブルトン人意識
現在、ブルトン人であることを示すのは、ブルターニュ出身であったりブルターニュ在住であることよりむしろ、ブルトン人文化の独自性を主張する人たち全てである。

## 文化

### 言語
ブルトン語は、コーンウォール語と非常に近いブリソン諸語の一つで、ウェールズ語とは少々異なる。ブルトン語は島嶼ケルト語の一部である。ブルターニュ東部はガロ語が発達したオイル語圏である。ガロ語は語彙、慣用と発音の特定の部分をブルトン語と共有する。どちらの言語もフランスの法律では公用語の地位を得ていない。しかし、一部の人々はブルトン語を日常的な言語（特に古い世代）として話し、ブルターニュ西部では二言語の道路標識が一般的である。20世紀前半の間、ブルトン人たちはフランス政府によって強く落胆させられた。しばしば、学校や教会といった公の場で、格下の言語の扱いを受けたのである。公教育の場ではブルトン語の使用が禁止され、公園には「地面につばを吐いたりブルトン語を話したりしないこと」という注意書きが貼り出されたりした。多くの家庭では、文化の後退とみなされた言語が子供たちにとって不利になることを恐れ、ブルトン語を次世代に伝えないことを選んだ。
近年になり、ようやくブルトン語を保護するよう求める活動が起き、2008年には地域言語を「フランスの文化遺産」とする憲法改正案がフランス国民議会で通過した。すべての子供に地域言語教育を保証する内容の地域言語法案も提出されている。

### 信仰
ブルトン人は、改革派教会、無宗教の少数派とともに、カトリック教会信徒が優勢である。ブルターニュは、フランス国内有数のカトリック教会への信仰堅固な地である。1970年代から1980年代の間、日曜日のミサへの出席が取りやめられたが、その他の宗教行為、例えば巡礼は復活された。これはブルターニュの七聖人の地を回るトロ・ブレイスである。キリスト教に根ざした伝統は信者・非信者の両方に大切にされており、ブルターニュ文化や歴史記念物の象徴とみなされている。

## ブルターニュのシンボル

ブルターニュの旗。白と黒（Gwenn Ha Du）

- ブルトン人愛国歌: 我が父祖の国（Bro Gozh ma Zadoù）
- ブルターニュ公国のモットー: Kentoc'h mervel eget bezañ saotret（ブルトン語）、Potius mori quam fœdari （ラテン語）
- ブルターニュの日: 5月19日。聖ケルマルタンのイヴの日
- 騎士団: エルミーヌ騎士団（L'Ordre de l'Hermine、エルミーヌとはイタチのこと）

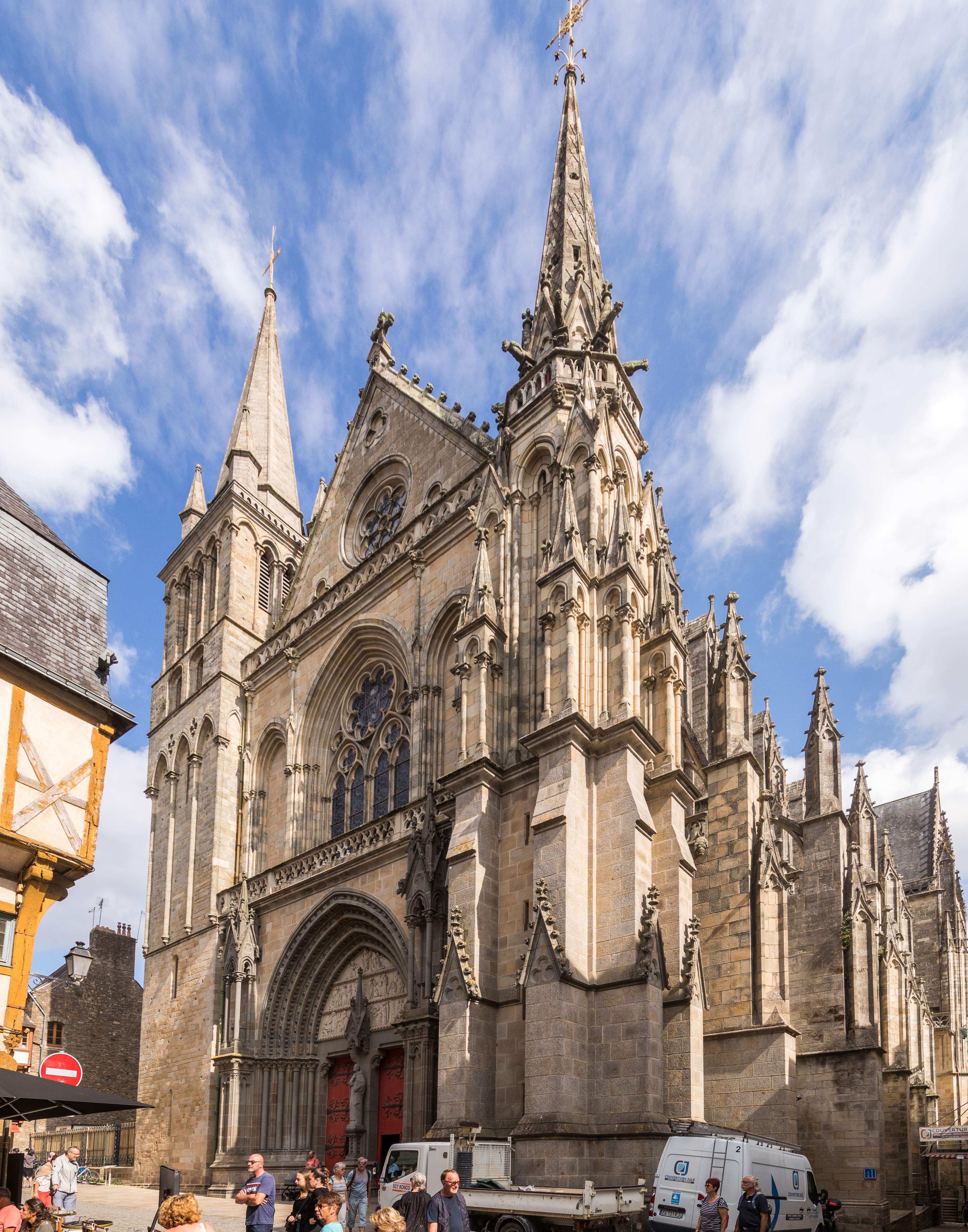
ヴァンヌ聖堂
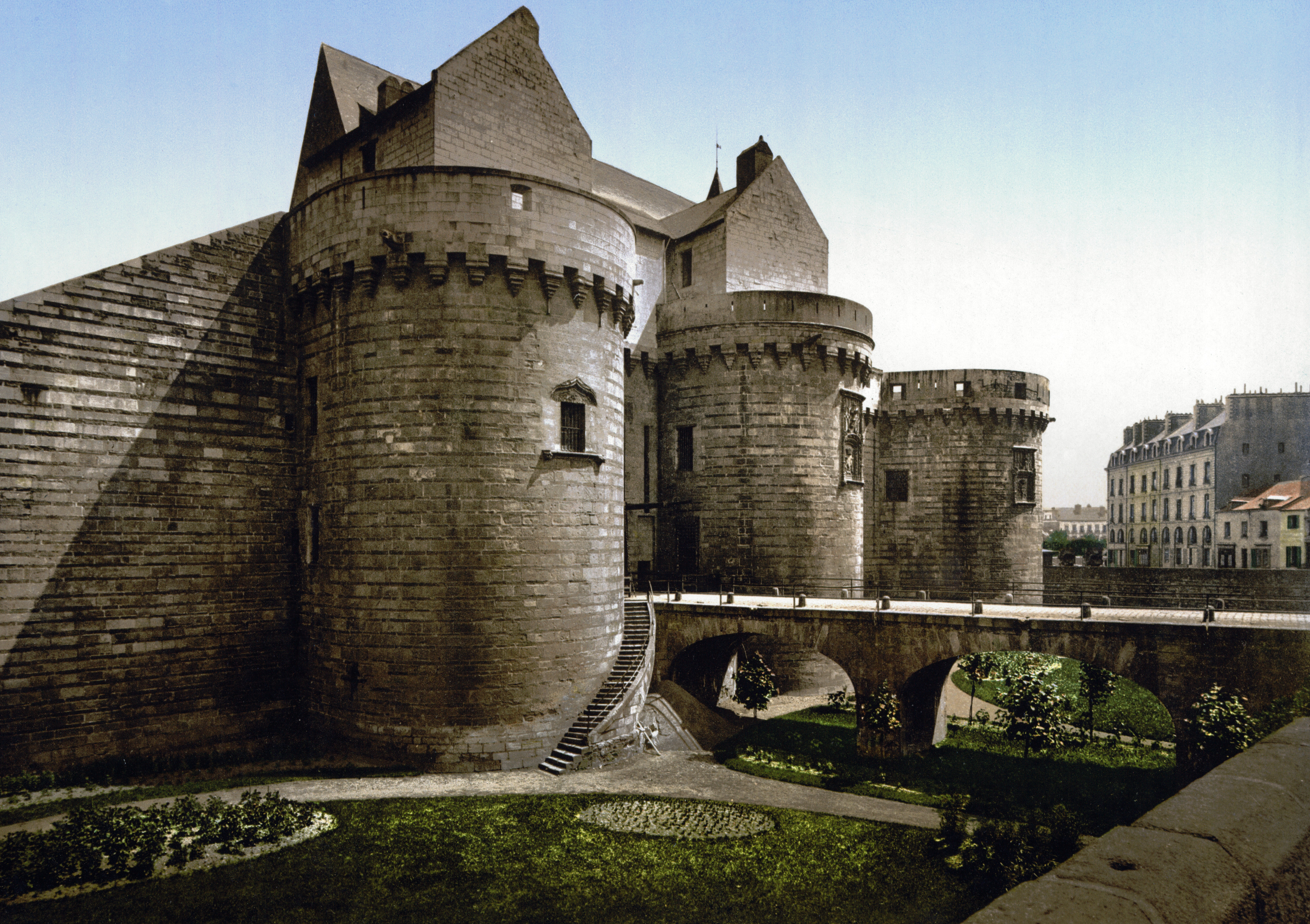
ブルターニュ公爵城
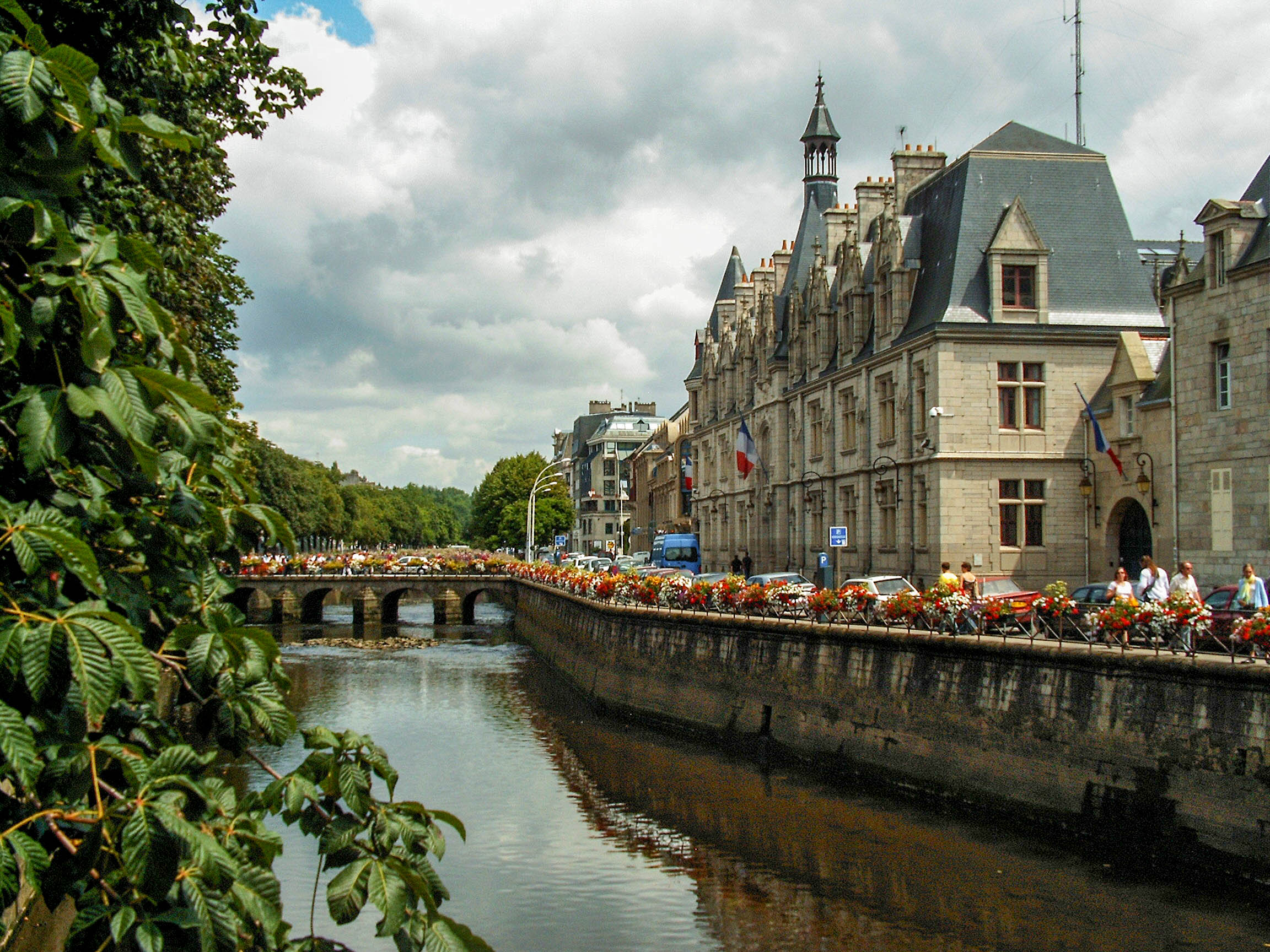
カンペール
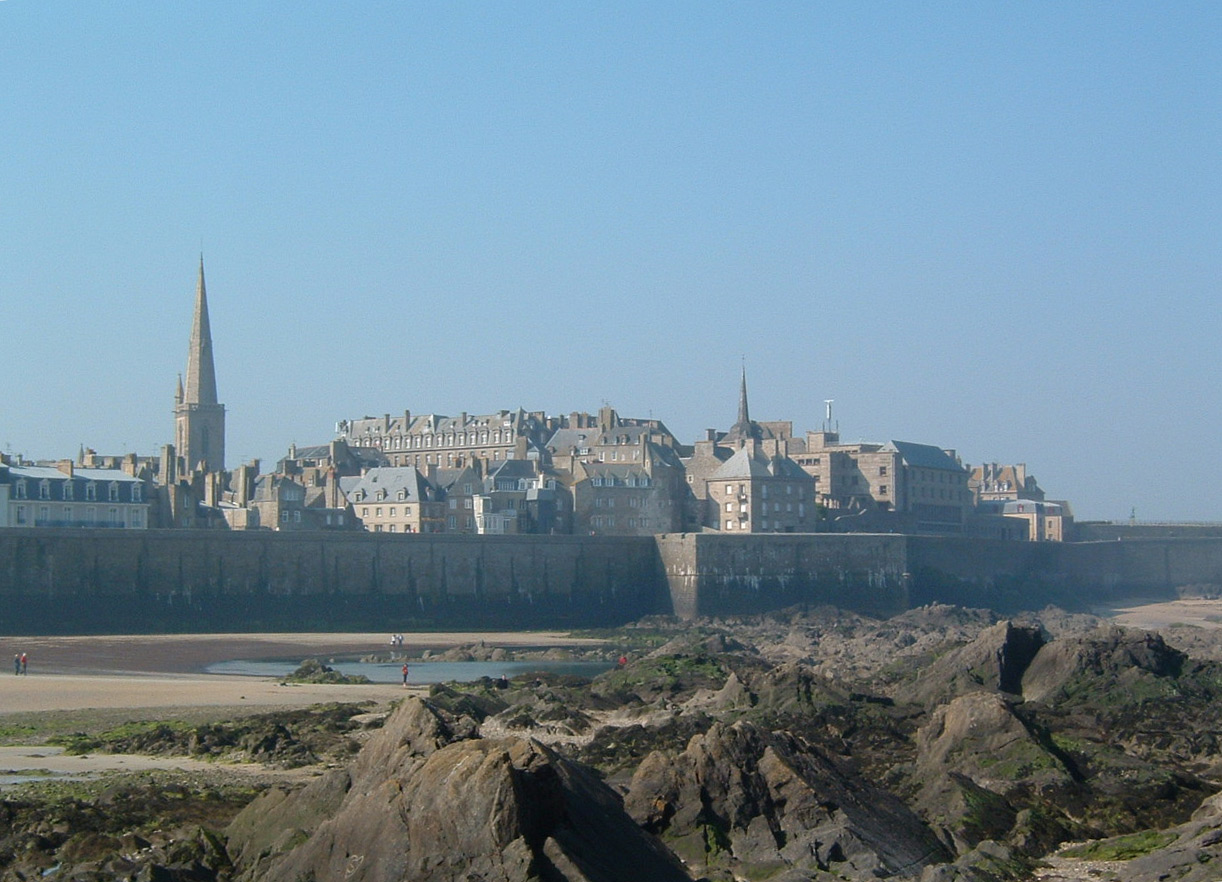
サン・マロ

## 参照
1. ↑  Population by region of France in 2007 - Insee
2. ↑  Legal population of en:Loire-Atlantique in 2007 - Insee
3. ↑  2011 National Household Survey; includes 4,770 people of single and 9,525 of mixed Breton origin.